# Embraco
Embraco è un'azienda brasiliana con sede a Joinville, Santa Catarina, in Brasile fondata nel 1971.

## Storia
Fondata nel 1971, con lo scopo di rifornire l'industria della refrigerazione brasiliana che fino ad allora si basava interamente su compressori importati, Embraco iniziò la produzione nel 1974. Fu in questo stesso decennio quando iniziò ad esportare nei mercati delle Americhe i suoi prodotti.
Negli anni ottanta la struttura delle vendite e della distribuzione ha raggiunto oltre 80 paesi. Anticipando un'economia globalizzata, l'azienda decise di creare basi produttive all'estero e presto divenne leader mondiale nel campo della vendita di compressori ermetici.
Nel 2011, Embraco North America è stata multata dal dipartimento di giustizia degli Stati Uniti per 91,8 milioni di dollari per la fissazione dei prezzi nel mercato dei compressori.
Nel 2018 Embraco ha dichiarato di chiudere lo stabilimento di Riva presso Chieri (TO) in Italia, per trasferirlo in Slovacchia. Questa decisione ha suscitato molte polemiche e proteste da parte dei lavoratori, con intervento del governo italiano e la mediazione dei sindacati si è arrivati a un accordo per sospendere i licenziamenti fino alla fine del 2019. Nel mese di aprile è stato annunciato che la giapponese Nidec Corporation ha raggiunto un accordo per acquistare da Whirlpool, per una cifra di 1,08 miliardi di dollari, le attività nei compressori di Embraco, senza tuttavia includere lo stabilimento torinese nell'accordo.
Il 12 novembre 2020 il tavolo convocato presso il Ministero dello Sviluppo Economico stabilisce la creazione di una newco con un investimento di 56 milioni di euro. La nuova società, nominata Italcomp, nascerebbe dalla fusione della Wanbao-Acc di Mel di Borgo Valbelluna (BL) e la Embraco di Chieri, avviando in quest'ultima una linea di produzione di motori per lavatrici e di compressori per frigoriferi, investendovi 8 e 10 milioni di euro.

## Produzione

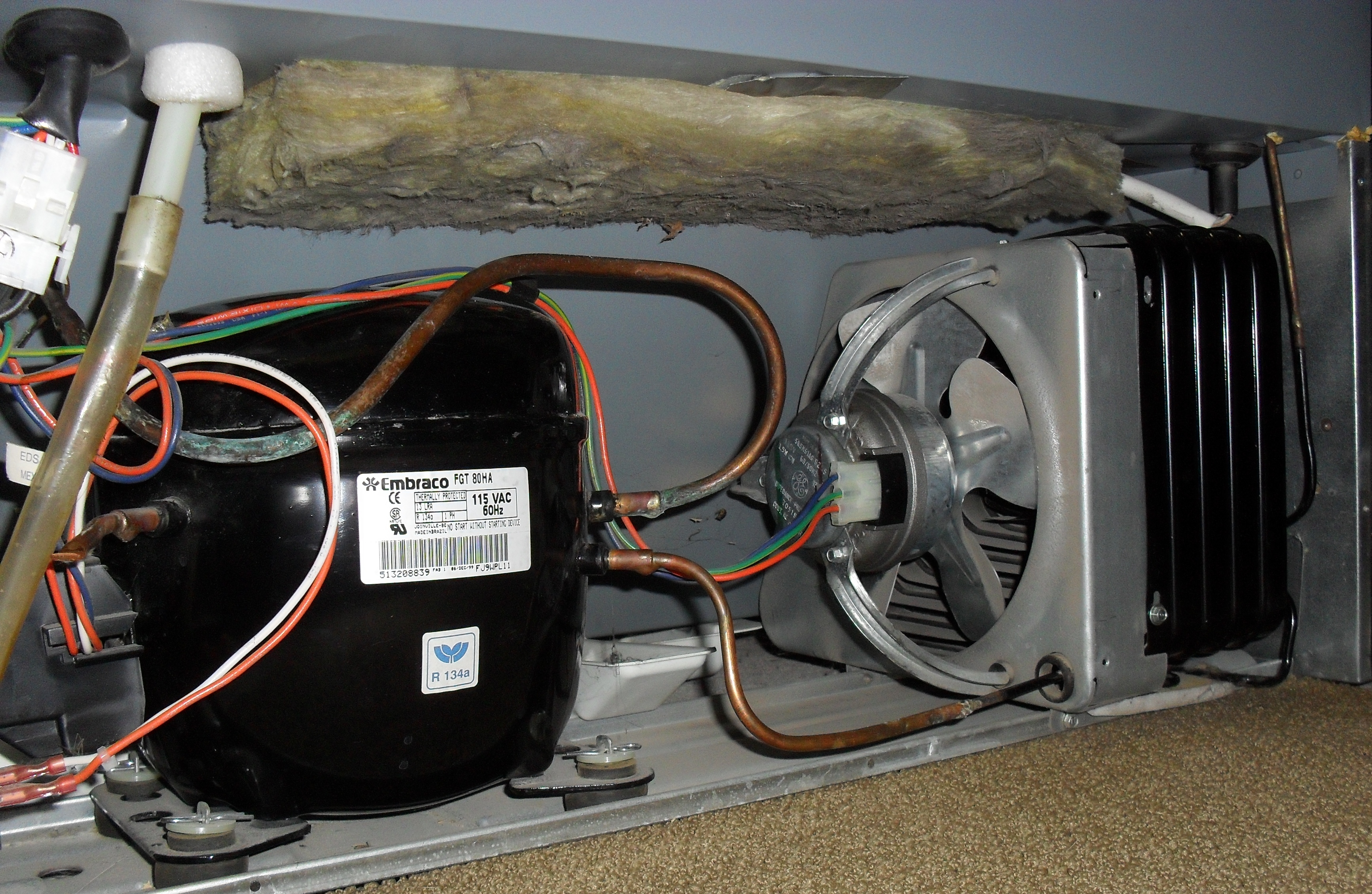
Un compressore Embraco prodotto in Brasile montato in un frigorifero domestico

Embraco impiega circa 10.000 persone in tutto il mondo.
Il suo quartier generale e la fabbrica principale si trovano a Joinville ma l'azienda ha anche stabilimenti in Slovacchia, Cina e Italia oltre a un ufficio commerciale negli Stati Uniti.
Embraco produce compressori ermetici, unità di condensazione e unità sigillate, per uso domestico e commerciale.